# Alepidea woodii
Alepidea woodii är en flockblommig växtart som beskrevs av Daniel Oliver. Alepidea woodii ingår i släktet Alepidea och familjen flockblommiga växter. Inga underarter finns listade i Catalogue of Life.